# ジェニファー・ジョーンズ
ジェニファー・ジョーンズ（英: Jennifer Jones、出生名:Phylis Lee Isley、1919年3月2日 - 2009年12月17日）はアメリカ合衆国オクラホマ州タルサ出身。1940年代から1950年代を代表するハリウッド女優。

## 来歴
本名フィリス・リー・イスリーとして生まれる。両親は巡業劇団を持っていたため、子供の頃から舞台に立っていた。
ノースウェスタン大学とニューヨークのアメリカン・アカデミー・オブ・ドラマティック・アーツで学び、19歳の時に同じく俳優の卵であったロバート・ウォーカー（アルフレッド・ヒッチコック監督の『見知らぬ乗客』が有名）と結婚。夫がラジオの仕事を得、ジョーンズも端役で西部劇などに出演するようになる。
1940年代前半に映画プロデューサーのデヴィッド・O・セルズニックのスクリーンテストのためにハリウッドに移ったときに名前をジェニファー・ジョーンズに改名。舞台のオーディションのためにのオフィスに行き、セルズニックに認められて彼の元で契約を交わすことになった。
その後、1943年『聖処女』に主演、アカデミー主演女優賞を受賞した。
1944年には最初の夫と離婚（離婚成立は1945年）、1949年にセルズニックと再婚し、彼の元で様々なジャンルの映画に出演、アカデミー賞に4度ノミネートされるなど高い評価を得た。1955年1月30日、『慕情』の香港ロケへ向かう途中に共演のウィリアム・ホールデンと来日を果たしている。1965年のセルズニックの死後はほとんど引退状態であったが、1974年の『タワーリング・インフェルノ』に出演し、ウィリアム・ホールデンと久しぶりの共演をした。
『タワーリング・インフェルノ』以降は俳優活動を行うことが完全に無くなり、メディアへの露出も幾つかのドキュメンタリー番組に顔を出す程度であったが、1998年の第70回アカデミー賞授賞式と2003年の第75回アカデミー賞授賞式に登場し、健在ぶりをアピールする場面もあった。
2009年12月17日、カリフォルニア州マリブの自宅にて死去。90歳没。死因は老衰。

## 家族
ロバート・ウォーカーとの間にもうけた2人の息子ロバート・ウォーカー・ジュニア（1940年 - 2019年）とマイケル・ウォーカー（1941年 - 2007年）も俳優になり、ロバートは映画『イージー・ライダー』やドラマ『ジェシカおばさんの事件簿』、『L.A.ロー 七人の弁護士』などに出演している。セルズニックとの間に1954年に生まれた娘メアリー・ジェニファー・セルズニックは、1976年にビルの20階から飛び降り自殺した。

## 主な出演作品
| 公開年 | 邦題 原題                                          | 役名                       | 備考                                                                        | 吹き替え               |
| ------ | -------------------------------------------------- | -------------------------- | --------------------------------------------------------------------------- | ---------------------- |
| 1943   | 聖処女 The Song of Bernadette                      | ベルナデッタ・スビルー     | アカデミー主演女優賞 受賞 ゴールデングローブ賞 主演女優賞 (ドラマ部門) 受賞 | 松尾佳子               |
| 1944   | 君去りし後 Since You Went Away                     | ジェーン・デボラ・ヒルトン | アカデミー助演女優賞 ノミネート                                             |                        |
| 1945   | ラヴレター Love Letters                            | シングルトン               | アカデミー主演女優賞 ノミネート                                             |                        |
| 1946   | 小間使 Cluny Brown                                 | クルーニー・ブラウン       |                                                                             |                        |
| 1946   | 白昼の決闘 Duel in the Sun                         | パール                     | アカデミー主演女優賞 ノミネート                                             | 里見京子(NET版)        |
| 1948   | ジェニイの肖像 Portrait of Jennie                  | ジェニイ・アップルトン     |                                                                             | 白坂道子(NHK版)        |
| 1949   | ストレンジャーズ6 We Were Strangers                | チーナ                     |                                                                             |                        |
| 1949   | ボヴァリー夫人 Madame Bovary                       | エマ・ボヴァリー           |                                                                             |                        |
| 1950   | 女狐 Gone to Earth                                 | ヘイゼル                   |                                                                             |                        |
| 1952   | 黄昏 Carrie                                        | キャリー・ミーバー         |                                                                             | 鈴木れい子             |
| 1952   | ルビイ Ruby Gentry                                 | ルビイ                     |                                                                             | 平井道子(NET版)        |
| 1953   | 終着駅 Stazione Termini                            | メアリー                   |                                                                             | 里見京子(NET版)        |
| 1953   | 悪魔をやっつけろ Beat the Devil                    | グウェンドレン             |                                                                             |                        |
| 1955   | 慕情 Love Is a Many-Splendored Thing               | ハン・スーイン             | アカデミー主演女優賞 ノミネート                                             | 里見京子(NET版)        |
| 1955   | 美わしき思い出 Good Morning, Miss Dove             | ミス・ドーヴ               |                                                                             |                        |
| 1956   | 灰色の服を着た男 The Man in the Gray Flannel Suit  | ベッツィー                 |                                                                             | 藤野節子(日本テレビ版) |
| 1957   | 武器よさらば A Farewell to Arms                    | エリザベス                 |                                                                             | 里見京子(NET版)        |
| 1962   | 夜は帰って来ない                                   | ニコル・ダイバー           |                                                                             | 武藤礼子(TBS版)        |
| 1966   | 留学体験 霧の中でさようなら The Idol               | キャロル                   |                                                                             |                        |
| 1969   | ザ・ダムド/あばかれた虚栄 Angel, Angel, Down We Go | アストリッド・スティール   |                                                                             |                        |
| 1974   | タワーリング・インフェルノ The Towering Inferno    | リゾレット・ミューラー     | ゴールデングローブ賞 助演女優賞 (ドラマ部門)ノミネート                      |                        |